# 戈倫基
戈伦基（羅馬化：Golynki）是俄罗斯斯摩棱斯克州的市级镇，为该州鲁德尼亚区第二大聚居地。地处斯摩棱斯克州西部，位于区行政中心鲁德尼亚东南、州府斯摩棱斯克西北方。
镇内设有同名铁路车站。经奥廖尔、布良斯克、鲁德尼亚等地通往俄白边境的R120公路经过该镇。
建于1908年。该地2022年人口有3,176人；2010年人口3,573；2002年人口3,884；1989年人口4,607。